# Miltiadis Jatru
Miltiadis Jatru (gr. Μιλτιάδης Ιατρου) – grecki kolarz, olimpijczyk.
Startował podczas pierwszych igrzysk olimpijskich w 1896. Wystąpił tylko w wyścigu drogowym. Jego wynik jest nieznany; wiadomo, że nie był w czołowej trójce.